# Specie di Nicodamidae
Di seguito sono descritte tutte le specie della famiglia di ragni Nicodamidae note a luglio 2017

## Ambicodamus
Ambicodamus Harvey, 1995
- Ambicodamus audax Harvey, 1995 - Australia orientale
- Ambicodamus crinitus (L. Koch, 1872) - Nuovo Galles del Sud, Victoria, Tasmania
- Ambicodamus dale Harvey, 1995 - Queensland
- Ambicodamus darlingtoni Harvey, 1995 - Nuovo Galles del Sud
- Ambicodamus emu Harvey, 1995 - Queensland
- Ambicodamus kochi Harvey, 1995 - Australia occidentale
- Ambicodamus leei Harvey, 1995 - Australia meridionale
- Ambicodamus marae Harvey, 1995  - Australia occidentale
- Ambicodamus sororius Harvey, 1995 - Queensland, Nuovo Galles del Sud, Victoria, Tasmania
- Ambicodamus southwelli Harvey, 1995 - Nuovo Galles del Sud, Victoria, Tasmania
- Ambicodamus urbanus Harvey, 1995 - Nuovo Galles del Sud

## Dimidamus
Dimidamus Harvey, 1995
- Dimidamus arau Harvey, 1995 - Nuova Guinea
- Dimidamus dimidiatus (Simon, 1897)  - Queensland, Nuovo Galles del Sud
- Dimidamus enaro Harvey, 1995 - Nuova Guinea
- Dimidamus leopoldi (Roewer, 1938) - Nuova Guinea
- Dimidamus sero Harvey, 1995 - Nuova Guinea
- Dimidamus simoni Harvey, 1995 - Victoria

## Durodamus
Durodamus Harvey, 1995
- Durodamus yeni Harvey, 1995  - Queensland, Victoria, Australia meridionale

## Litodamus
Litodamus Harvey, 1995
- Litodamus collinus Harvey, 1995 - Tasmania
- Litodamus hickmani Harvey, 1995  - Tasmania
- Litodamus olga Harvey, 1995 - Tasmania

## Nicodamus
Nicodamus Simon, 1887
- Nicodamus mainae Harvey, 1995 - Australia occidentale, Australia meridionale
- Nicodamus peregrinus (Walckenaer, 1842)  - Australia orientale

## Novodamus
Novodamus Harvey, 1995
- Novodamus nodatus (Karsch, 1878)  Nuovo Galles del Sud, Victoria, Tasmania
- Novodamus supernus Harvey, 1995 - Nuovo Galles del Sud

## Oncodamus
Oncodamus Harvey, 1995
- Oncodamus bidens (Karsch, 1878)  - Nuovo Galles del Sud
- Oncodamus decipiens Harvey, 1995 - Queensland, Nuovo Galles del Sud